# Govind Park
Govind Park es un estadio multipropósito ubicado en Ba, en Fiyi. Habitualmente, es utilizado por el equipo de fútbol Ba FC. 
Su capacidad total es de 13.500 espectadores, transformándolo en uno de los mayores y mejores estadios deportivos de Fiyi.
Fue oficialmente inaugurado del 17 de julio de 1976, por el entonces presidente de la Asociación de Fútbol de Fiyi Manikam V. Pillay; siendo, desde ese momento, escenario de la selección fiyiana y del Ba FC.
En 2013 acogió el Campeonato Sub-20 de la OFC y en 2014 la Liga de Campeones de la OFC, el torneo de clubes más importante de Oceanía.